# L. Irving Handy

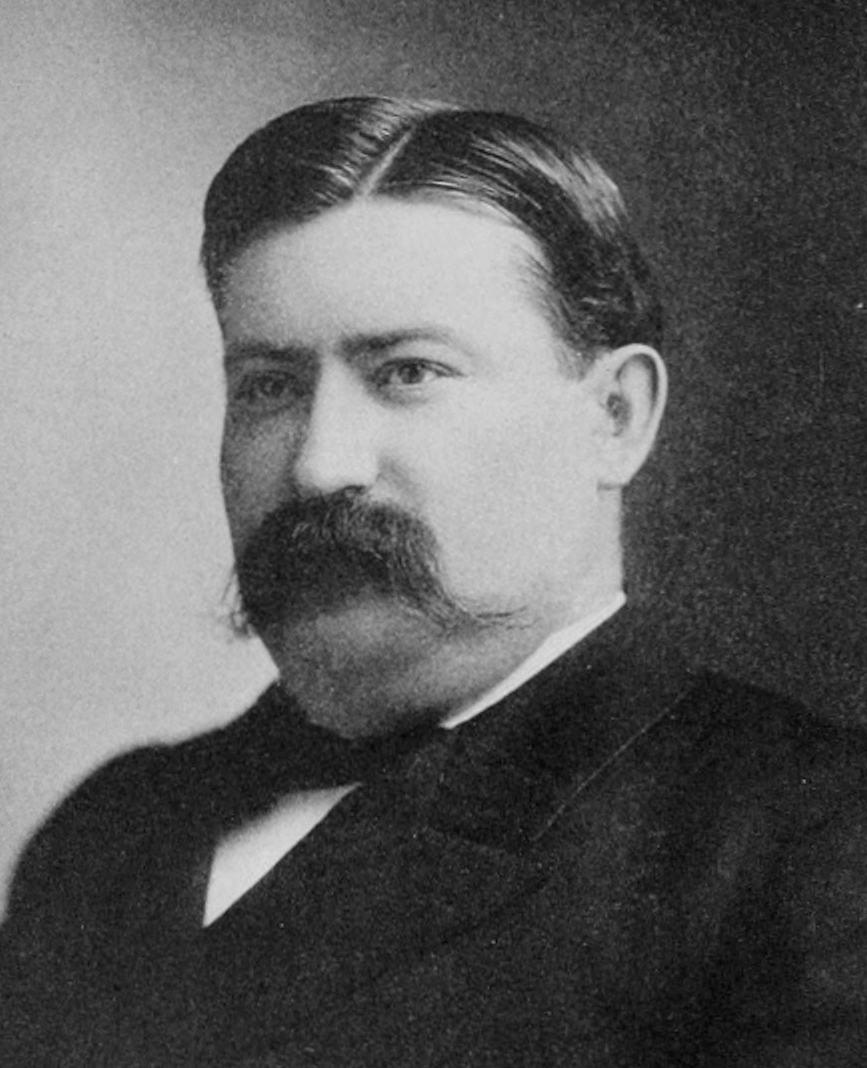
L. Irving Handy

Levin Irving Handy (* 24. Dezember 1861 in Berlin, Maryland; † 3. Februar 1922 in Wilmington, Delaware) war ein US-amerikanischer Politiker. Zwischen 1897 und 1899 vertrat er den Bundesstaat Delaware im US-Repräsentantenhaus.

## Werdegang
Irving Handy war der Neffe von William Breckinridge, der zwischen 1885 und 1894 für den Staat Kentucky im US-Repräsentantenhaus saß. Er besuchte die öffentlichen Schulen in den Staaten Maryland und New York. Nach seiner Schulzeit unterrichtete er selbst als Lehrer im Somerset County in Maryland. Im Jahr 1881 wurde er zum Leiter der High School in Smyrna (Delaware) ernannt. Zwischen 1887 und 1890 war Handy Schulrat im Kent County. Danach war er bis 1892 Lehrer an der Old Newark Academy in Newark.
Als Mitglied der Demokratischen Partei war Handy zwischen 1892 und 1896 deren Vorsitzender in Delaware. In den Jahren 1900, 1904 und 1908 war er Delegierter zu den jeweiligen Democratic National Conventions. Zwischen 1894 und 1895 verfasste Handy Leitartikel in der Zeitung „Wilmington Every Evening“. Bei den Kongresswahlen des Jahres 1894 kandidierte er erfolglos für das US-Repräsentantenhaus. 1896 wurde er dann als Abgeordneter in den Kongress gewählt, wo er am 4. März 1897 die Nachfolge des Republikaners Jonathan S. Willis antrat. Da er bei den Wahlen des Jahres 1898 gegen John H. Hoffecker verlor, konnte Irving Handy bis zum 3. März 1899 nur eine Legislaturperiode im Kongress absolvieren.
Nach einem inzwischen erfolgten Jurastudium wurde Handy im Jahr 1899 als Rechtsanwalt zugelassen. Im Jahr 1904 kandidierte er erfolglos für das Amt des Attorney General von Delaware; 1908 scheiterte eine angestrebte Rückkehr in den Kongress. Diesmal unterlag er William H. Heald. Ansonsten arbeitete Irving Handy in diesen Jahren als Rechtsanwalt in Wilmington, wo er im Jahr 1922 auch verstarb.